# 茨坝街道
茨坝街道，是中华人民共和国云南省昆明市盘龙区下辖的一个乡镇级行政单位。茨坝街道位于昆明市区北部。面积38.65平方千米，人口62887人（2010年）。辖6个社区。办事处驻青松路，距市中心10千米。龙泉路、七二零四公路纵横过境。

## 行政区划
茨坝街道下辖以下地区：
黑龙潭社区、和平社区、重工社区、昆机社区、兰龙潭社区、花渔沟社区和青松路社区。

## 教育

### 高等教育
云南农业大学
中国科学院昆明植物研究所

## 旅游
昆明黑龙潭